# Moulin à papier de Brousses
Le Moulin à papier de Brousses ou Moulin de Cambou est situé sur la petite commune de Brousses-et-Villaret dans le département de l'Aude. Construit à la fin du XVIIIe siècle, il est le dernier moulin à papier du Languedoc encore en activité.

## Histoire
Après la création des Manufactures Royales de draps par Colbert à la fin du XVIIe siècle, le versant sud de la Montagne Noire devint un lieu privilégié de foulage grâce à ses nombreux cours d'eau, principalement la Dure. Les moulins à papier ont donc prospéré et sont devenus des plus réputés de la région du Languedoc.
Au cours du XIXe siècle, la production papetière était en plein essor, la commune de Brousses possédait une dizaine de moulins à papier en 1845. Brousses est reconnu comme centre papetier de l'ancienne province du Languedoc depuis la fin du XVIIe siècle.
Au début du XXe siècle, l'industrialisation s'organisa pour regrouper dans des usines modernes la production, l'artisanat devint de moins en moins rentable, les moulins ferment les uns après les autres.

## Le renouveau du moulin
En 1981, l'activité du Moulin de Brousse s'arrête totalement, quelques passionnés créent en 1993 « L'association du Moulin de Brousses », restaurent le site pour perpétrer la tradition, en faire un lieu de découverte, d'initiation, de création et de fabrication pour perpétuer sept générations de savoir-faire.
En 1994, le moulin ouvre ses portes au public, il est visitable 363 jours par an, il emploie aujourd'hui cinq salariés.

## Production
L'activité du Moulin s'appuie sur le désir de retrouver, de perpétuer et de transmettre des savoir-faire, en produisant des feuilles de papiers faits main dans la pure tradition artisanale.
Il produit de nombreux articles de correspondance et de supports pour l'imprimerie prisés par les amateurs, les graveurs, les peintres, les typographes, les éditeurs...
Le moulin innove toutefois en diversifiant sa production dans d'autres matériaux de base que le papier chiffon, en utilisant le crottin d'éléphant (en provenance de la Réserve africaine de Sigean), le rafle de raisin, la fougère, la lavande, etc.

## Visites
Le site est ouvert au public depuis 1994, il propose des visites guidées, et différents ateliers de découverte et de création autour du papier et de sa fabrication.
Ouvert 363 jours / an (Sauf 25 décembre & 1er janvier) 
L'association a comptabilisé en 2007 plus de 20 000 visites, dont 35 % de scolaires.